# Huzziya I
Huzziya I was een koning van de Hettieten tijdens het oude koninkrijk. Hij heerste zo'n vijf jaar, van ca. 1530–1525 v.Chr.